# Roger Julià Gil
Roger Julià Gil (Barcelona, 31 de julio de 1978) es un actor, director y músico español. En 2018, su compañía de teatro Rhum & Cia, recibió el Premio Ciudad de Barcelona en la categoría de Circo, por el espectáculo Rhumans.

## Trayectoria
Nació en Barcelona en 1978. Se formó en el Instituto del Teatro. Es uno de los fundadores e integrantes de la compañía Rhum & Cia y Dei Furbi.
Con Rhum & Cia ha creado espectáculos como: Rhüm, un homenaje póstumo a Joan Montanyès i Martínez, RHüMIA, Gran Reserva, Rhumans, o El diablo cojuelo (2022) de Juan Mayorga.
Ha participado en obras como Malditas Plumas con Sol Picó, Qui ets?  de Màrius Serra, o Improadway (2013); y actuado en cortometrajes como: La Senda (2021) de Roger Comella.
Entre 2004 y 2009 trabajó en la dirección artística de Comediants. Ha dirigido, también, montajes como Un cau de mil secrets, de Piti Español y Joan Vives, Ensayo sobre la Lucidez de Saramago en el Teatre Lliure, El Tigre de Yuzu para el Mercado de las Flores, y ha sido codirector junto a Daniel Anglès, de los musicales: Hair, Golfus de Roma (2021) una coproducción con el Festival Internacional de Teatro Clásico de Mérida.
Ha dirigido la gala de Catalunya Aixeca el Teló (2023) de ADETCA y La noche de los muertos vivientes. en el Teatro Condal de Barcelona. En enero del 2024 participará como actor en la obra La Filla de l'Est, de Les Llibertaries, en el Teatro Nacional de Cataluña.
También ha sido profesor de interpretación invitado del Instituto del Teatro.

## Premios
- 2014 - Premio Zirkólika al Mejor Espectáculo de Payasos, por Rhüm.[46][47]
- 2016 - Gran Premio BBVA Zirkólika, por RHüMIA.[6][48][49]
- 2018 - Premio Ciudad de Barcelona en la categoría de Circo, por el espectáculo Rhumans .[2]
- 2023 - Premio de la Crítica en la categoría de Mejor Musical, por Golfus de Roma.[50]